# Verit
Verit ist ein sehr seltenes magmatisches Gestein, das zu den Lamproiten gezählt wird, genauer zu den Phlogopit-Lamproiten. Der Verit gehört zur südostiberischen Vulkanprovinz.

## Erstbeschreibung und Vorkommen

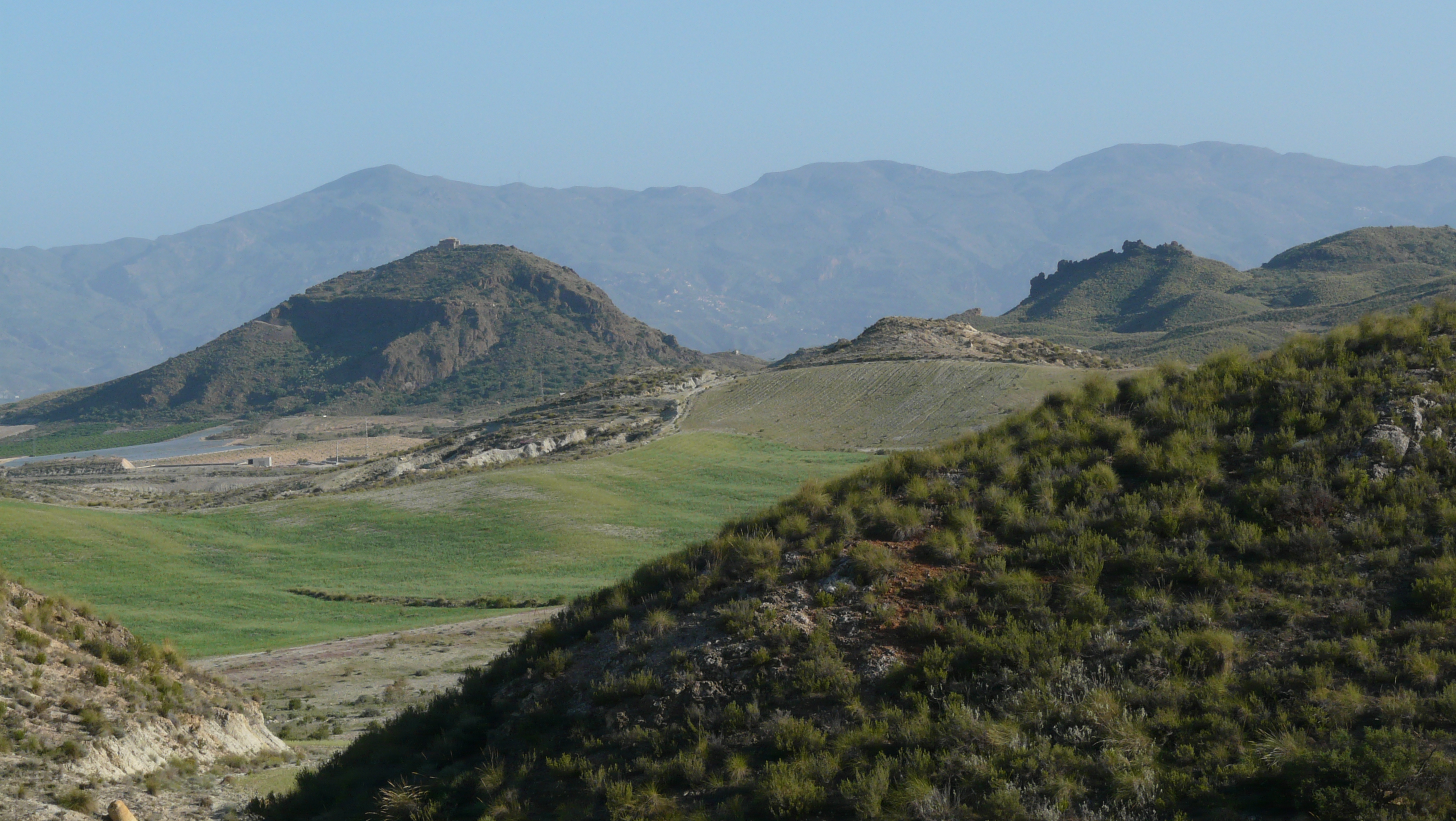
Der Cabezo María bei Antas, ein ehemaliger Vulkan aus Verit

Der Verit wurde im Jahr 1889 zum ersten Mal von Carl Alfred Osann wissenschaftlich beschrieben. Das Gestein wurde nach seiner Typlokalität benannt – Vera in der Provinz Almería in Andalusien. Fünf Verit-Vorkommen liegen recht dicht beieinander in etwa 15 bis 20 Kilometer Entfernung südlich von Vera, ferner findet sich das abgesonderte Vorkommen eines Vulkans zirka 70 Kilometer nordöstlich bei La Aljorra.

## Petrologie
Das Gestein wurde von Osann ursprünglich als schwarzer Pechstein beschrieben, der mit Extrusionen von Fortunit assoziiert war. Es bestand aus Phänokristallen von Phlogopit und Olivin, die in einer glasigen Grundmasse schwammen. Die Grundmasse enthielt ihrerseits Mikrolithen aus Diopsid und Phlogopit. In der neuen Lamproit-Klassifikation wird das Gestein jetzt als Hyalo-Olivin-Diopsid-Phlogopit--Lamproit bezeichnet.
Der Verit erscheint in der südlichen Umgebung von Vera in verschiedenen Ausbildungsformen, beispielsweise als Lakkolith, als Lopolith oder als Kompositform am Cabezo María, wo Peperite und Scoria von einem Lavastrom abgedeckt werden.

## Mineralogie
Als Phänokristalle fungieren im Verit  Chrom-haltiger, Forsterit-reicher Olivin der Zusammensetzung Fo90-95 sowie nadelförmig bis tafelig ausgebildeter Phlogopit. Die bis zu über 70 Volumenprozent einnehmende glasige Grundmasse enthält Mikrokristalle von Phlogopit, Diopsid, Sanidin, Leucit und Apatit. In blasenförmigen Hohlräumen hat sich sekundärer Calcit gebildet. Im Gestein finden sich gelegentliche Xenokristalle von Olivin, die Einschlüsse von Spinell enthalten und auf einen Ursprungsort im Oberen Mantel schließen lassen.
Im Steinbruch am Verit von La Aljarra können neben den bereits angeführten Mineralen folgende Akzessorien gefunden werden:  die Oxide Hämatit, Magnetit und Ilmenit, die Mischreihe Armalcolit-Pseudobrookit, Fluorophlogopit, Enstatit, Tridymit, Opal und Warwickit.

## Chemische Zusammensetzung

### Hauptelemente
| Oxid Gew. % | Verit Bandbreite | Verit SP 011 | Verit VER-4 | Verit ALJ-1 | Verit Alm-01 | Verit Alm-02 |
| ----------- | ---------------- | ------------ | ----------- | ----------- | ------------ | ------------ |
| SiO2        | 55,33-66,50      | 66,50        | 55,33       | 54,05       | 58,1         | 54,7         |
| TiO2        | 0,91-1,71        | 1,45         | 1,40        | 0,91        | 1,71         | 1,54         |
| Al2O3       | 9,82-13,35       | 9,82         | 10,70       | 13,35       | 10,90        | 10,80        |
| Fe2O3       | 0,99-5,33 (tot)  | 3,59 (tot)   | 0,99        | 5,31        | 1,11         | 0,50         |
| FeO         | 1,09-3,96        |              | 3,96        | 1,09        | 3,59         | 4,10         |
| MnO         | 0,03-0,11        | 0,03         | 0,08        | 0,11        | 0,07         | 0,07         |
| MgO         | 2,53-11,91       | 2,68         | 11,91       | 8,37        | 3,52         | 7,58         |
| CaO         | 2,25-7,28        | 2,25         | 2,92        | 7,28        | 6,70         | 4,99         |
| Na2O        | 1,11-2,94        | 1,11         | 2,93        | 1,39        | 1,89         | 2,84         |
| K2O         | 3,47-7,34        | 7,34         | 3,48        | 5,77        | 6,82         | 3, 74        |
| P2O5        | 0,54-0,81        | 0,54         | 0,63        | 0,65        | 0,76         | 0,60         |
| LOI         | 1,74-8,81        |              | 5,18        | 1,74        | 5,54         | 8,81         |

Quellen: Conticelli, S. und Kollegen (2009) und Benito, R. und Kollegen (1999)
Der Verit ist ein intermediäres, meist metaluminoses (mit (Na+K)/Al<1) Gestein mit hohem Gehalt an Na2O, aber nur moderatem K2O (potassisch). 

### Spurenelemente
| Spurenelemente ppm | Verit Bandbreite | Verit SP 011 | Verit VER-4 | Verit ALJ-1 | Verit Alm-01 | Verit Alm-02 |
| ------------------ | ---------------- | ------------ | ----------- | ----------- | ------------ | ------------ |
| Cr                 | 528-722          | 581          | 722         | 666         | 610          | 550          |
| Ni                 | 157-617          | 157          | 617         | 392         | 300          | 290          |
| Zn                 | 50,0-70,2        | 65,3         |             | 50          | 60           |              |
| Rb                 | 265-592          | 514          | 473         | 265         | 444          | 389          |
| Sr                 | 441-501          | 448          | 441         | 466         | 484          | 467          |
| Zr                 | 294-814          | 624          | 649         | 294         | 643          | 672          |
| Ba                 | 1384-1815        | 1384         | 1554        | 1596        | 1580         | 1550         |
| Ce                 | 173-267          | 236          | 253         | 173         | 267          | 252          |
| Nd                 | 104-170          | 128          | 159         | 104         | 155          | 149          |
| Sm                 | 18,0-28,1        | 23,7         | 25,6        | 18,0        | 28,1         | 26,8         |
| Hf                 | 9,9-18,9         | 16,6         | 17,80       | 9,90        | 18,9         | 18,4         |
| Th                 | 73,4-101,7       | 73,4         | 90,6        | 82,4        | 83,0         | 78,7         |

Bei den Spurenelementen zeigt Verit eine extreme Anreicherung der inkompatiblen Elemente. Negative Spikes befinden sich  bei den LILE Barium und Strontium sowie bei Niobium und  Titan. Angereichert sind die HFSE Blei, Neodym, Thorium, Uran und Gadolinium.

### Isotopenverhältnisse
| Isotopen    | Verit SP 011 | Verit Alm 01 | Verit Alm 02 | Verit VER-4 | Verit ALJ-1 |
| ----------- | ------------ | ------------ | ------------ | ----------- | ----------- |
| 87Sr/86Sr   | 0,720729     | 0,722591     | 0,722510     | 0,720980    | 0,719740    |
| 143Nd/144Nd | 0,512013     | 0,512019     | 0,512009     |             |             |
| 206Pb/204Pb | 18,797       | 18,790       | 18,786       |             |             |
| 207Pb/204Pb | 15,693       | 15,696       | 15,690       |             |             |
| 208Pb/204Pb | 39,025       | 39,012       | 38,998       |             |             |
| ô18O        |              |              |              | 11,1        | 10,2        |

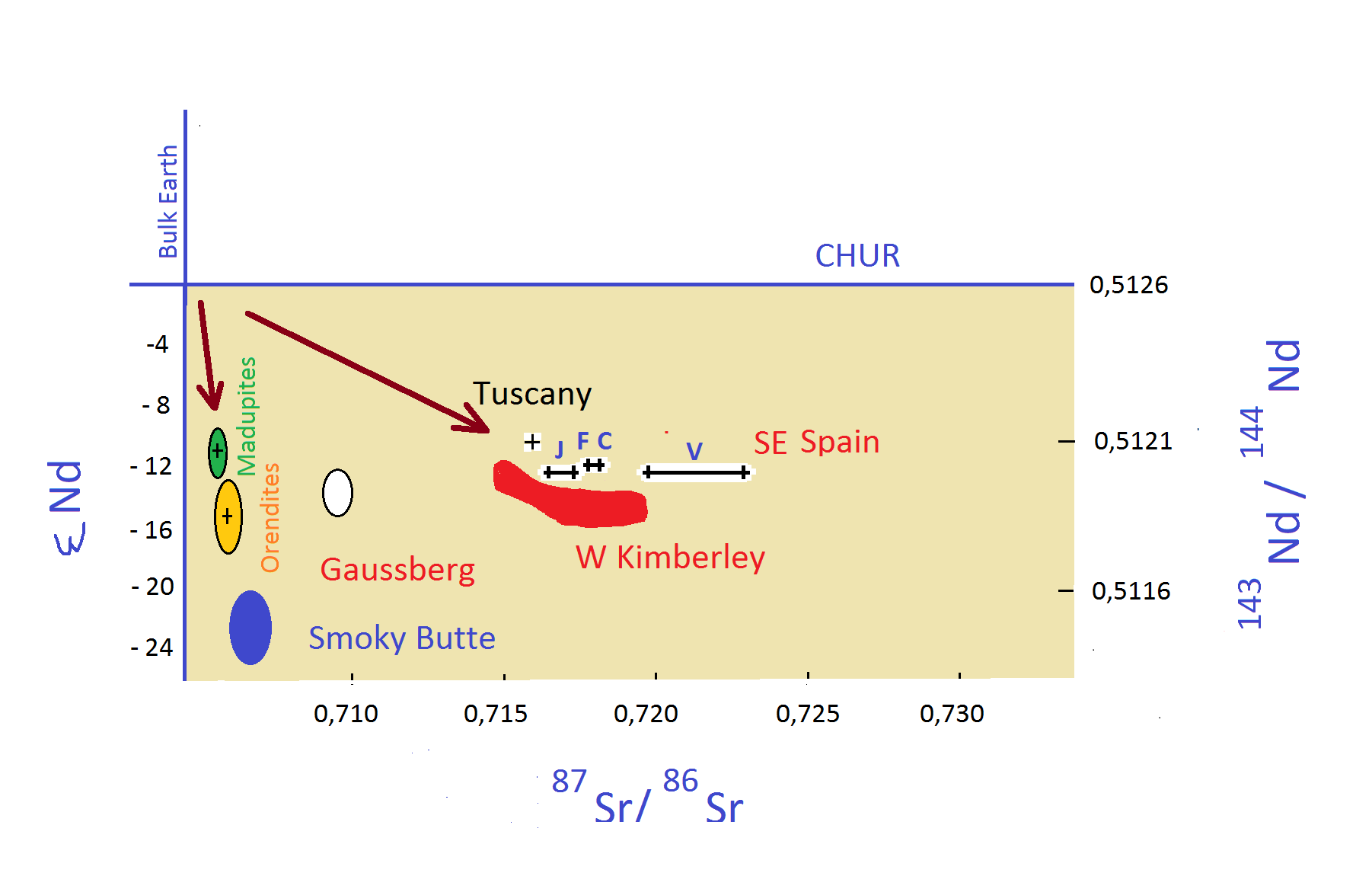
Neodym-Strontium-Isotopendiagramm mit der Position der Verite (V) im Vergleich zu anderen Lamproiten

Bei den Isotopenverhältnissen ist 143Nd/144Nd konstant niedrig, jedoch 87Sr/86Sr stark streuend und sehr deutlich erhöht, wobei letzteres Verhältnis sich den Werten von typischen Oberkrustengesteinen des Mittelmeerraumes annähert. Generell sind die Isotopenverhältnisse des Verits bzw. der Verite sehr eigenständig, es lässt sich jedoch bei beiden Parametern eine Annäherung an Shoshonite und Lamproite in der Toskana und an lamproitische Minetten in den Westalpen beobachten. Im Gegensatz zu den Madupiten und Orenditen, die zur Assoziation des Platteninneren gehören, folgen Verite einem flachen Trend der orogenetisch beeinflussten Assoziation. Im Vergleich mit den anderen Lamproiten Südostspaniens liegen ihre 87Sr/86Sr-Werte deutlich über denen der Jumillite (J), Fortunite (F) und Cancalite, sie sind demzufolge wesentlich stärker krustal kontaminiert.
Bei den sehr hohen, wenig variablen Bleiverhältnissen, die sich mit den Werten für ozeanische Sedimente überlappen, gibt es ebenfalls Ähnlichkeiten mit Lamproiten der Toskana und lamproitischen Minetten der Westalpen. Im Vergleich mit den anderen Magmenprovinzen des Mittelmeerraumes weisen die in Relation gesetzten Bleiverhältnisse der Verite jedoch einen gegenläufigen, negativ korrelierten Trend auf.

## Alter
Der Verit wurde mit 6,37 Millionen Jahre BP datiert und stammt somit aus dem ausgehenden Miozän (Messinium).